# Dīpankara

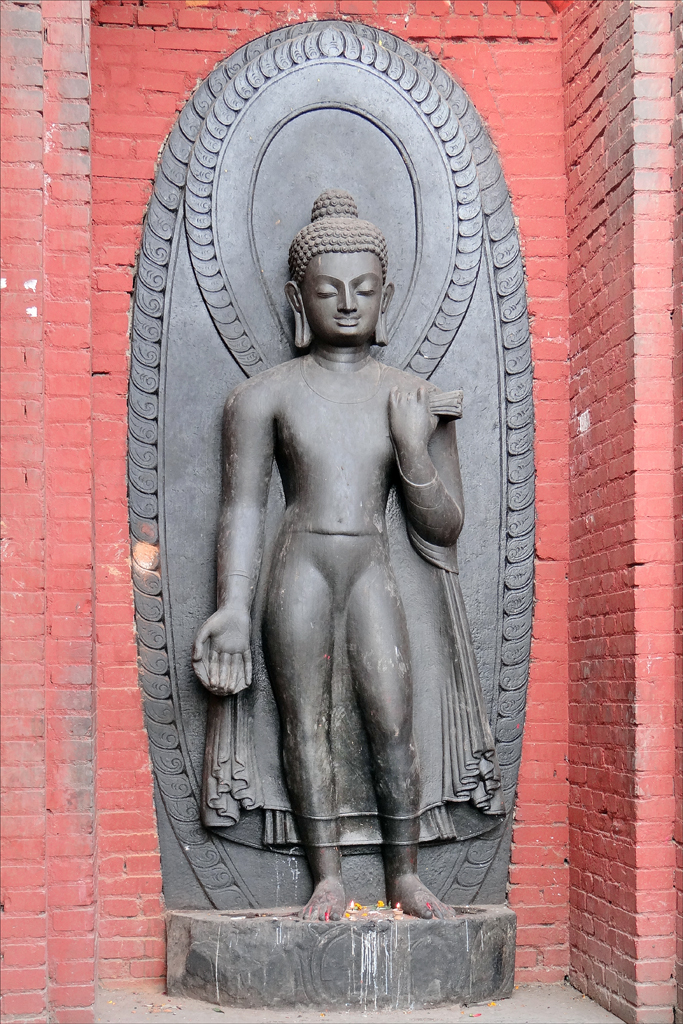
Pochodzący z VII wieku posąg Buddy Dīpankary. Świątynia Swayambhunath w Kotlinie Katmandu

Budda Dīpankara lub Dīpaṃkara (Budda Latarnik) (pali: दीपन्कर बुद्ध, pali sanskryt: दीपंकर बुद्ध, bengalski: দীপঙ্কর Dipankar, chiń. trad.: 燃燈佛 pinyin: Rándēng Fo, tybetański: མར་མེ་མཛད། Wylie: mar me mdzad) – pierwszy z buddów przeszłych czasów, który według buddyjskiej tradycji przepowiedział przebudzenie Siakjamuniego. 
Późnokanoniczna palijaska Buddhavamsa (Rodowód buddów) umieściła go na pierwszym miejscu w linii 24 oświeconych, którzy przewidzieli ostateczne przebudzenie Siakjamuniego. Wraz z Gautamą (czyli buddą teraźniejszości) oraz Maitreją (buddą przyszłości) Dīpankara tworzy triadę „Buddów Trzech Czasów”.
Jego kult rozpoczął się najprawdopodobniej na północno-zachodnich rubieżach Indii, w regionie Gandhary.

## Źródła i historia

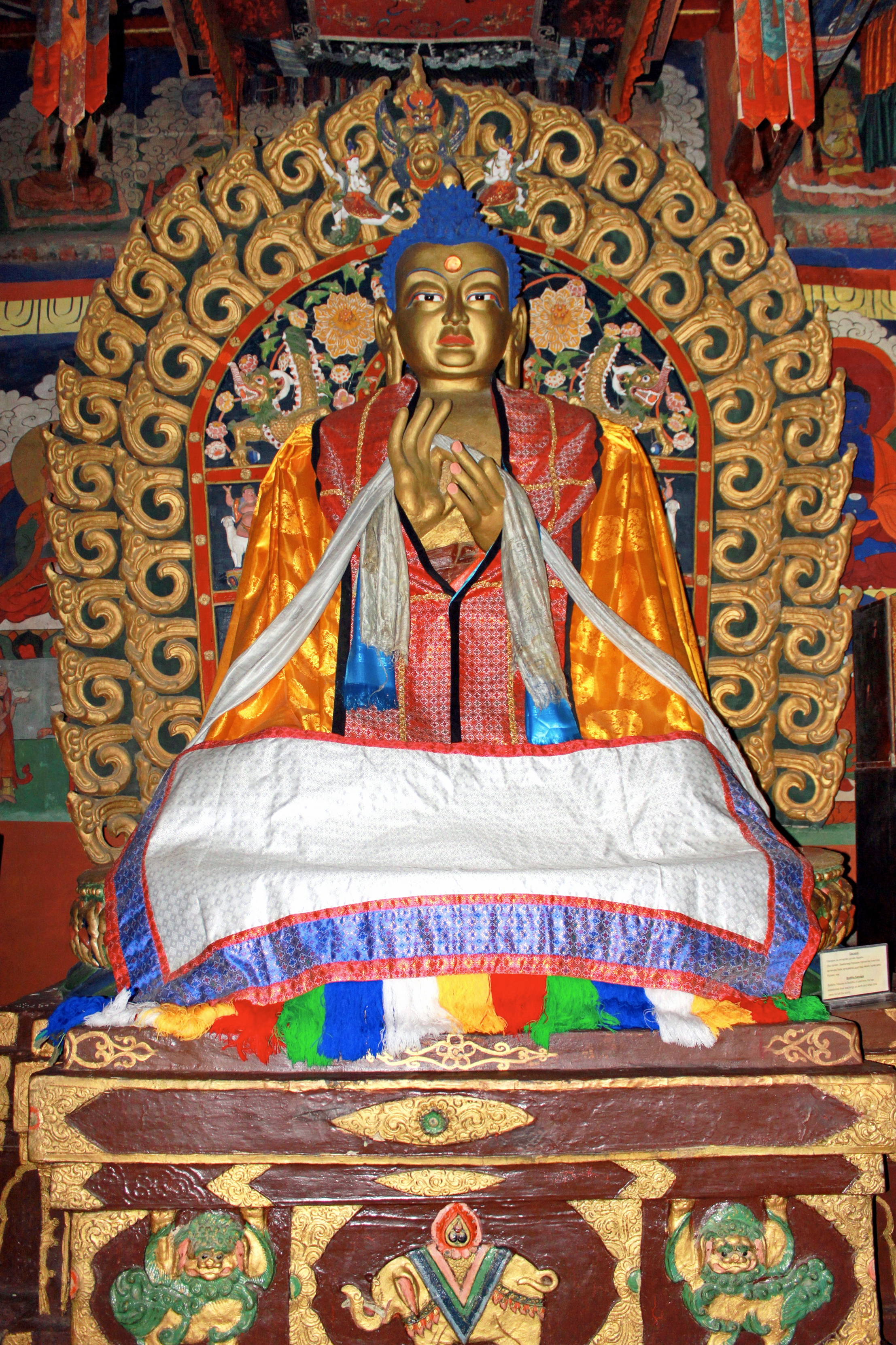
Sandżaa (Budda Dīpankara) w Świątyni Zachodniej w klasztorze Erdenedzuu chijd. Karakorum, Ajmak południowochangajski, Mongolia

Już na wczesnym etapie rozwoju buddyjskiej doktryny uświadomiono sobie, że logika nauczania Siakjamuniego sprawia, iż nie może on być uznany za jedynego oświeconego. Pierwsza wzmianka o buddach wcześniejszych czasów pojawiła się w Samyutta Nikayi, w postaci rozważań o stanie umysłu przebudzonych. Jednak to dopiero Mahāvadāna Sutta wspomina o sześciu buddach poprzedzających Gautamę.
Pełny wywód 24 buddów wcześniejszych czasów, wraz z opisem Buddy Dīpankary, odnaleźć można w późnym palijskim tekście Buddhavamsa (Rodowód buddów), wchodzącym w skład Khuddaka Nikayi. Znacznie bardziej szczegółowy obraz Dīpankary znajduje się jednak w Mahāvastu, dziele łączonym z jedną z wczesnych szkół Lokottarāvadą.
W okresie średniowiecza Dīpankara stał się bohaterem jednej z dżatak, znanej również z chińskich tłumaczeń.

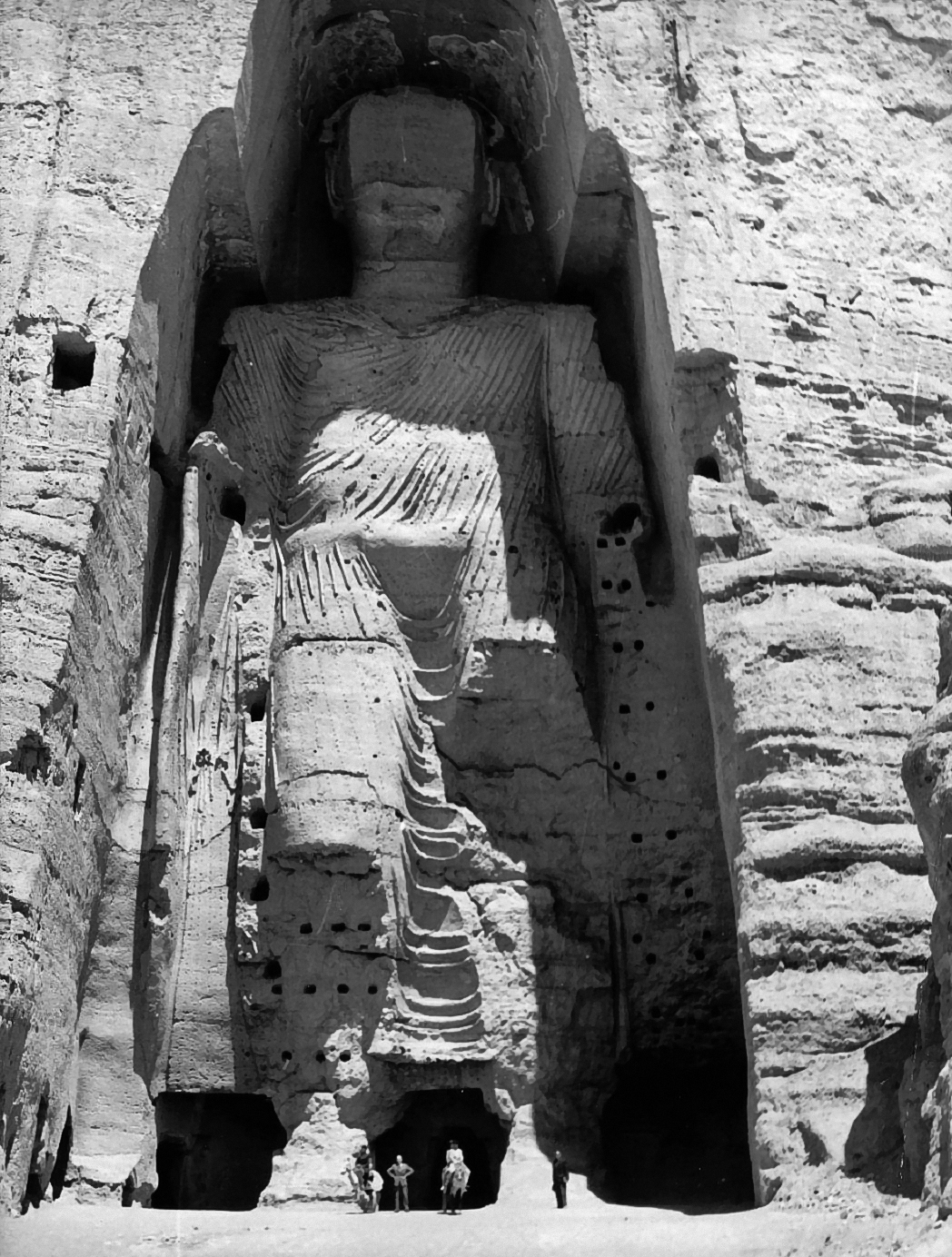
Posąg Dīpankary z Bamian przed zniszczeniem (1963)

## Dipankara i Siakjamuni
Zgodnie z przekazem literackim, Dīpankara był pierwszym buddą, którego spotkał na swej drodze bodhisattwa (późniejszy Siakjamuni). Będąc, w jednym z wcześniejszych wcieleń, braminem o imieniu Sumedha (w innej wersji Sumati lub Megha), bardzo pragnął spotkać buddę swoich czasów. Usłyszawszy, że ten przebywa w sąsiednim mieście, z wielką trudnością zdobył wiązankę kwiatów i bez wahania wybrał się na jego spotkanie. Przybywszy na miejsce i odczekawszy aż Dipankara przechodził w pobliżu, rozrzucił nad jego głową podarek, a ponieważ droga była w złym stanie, rzucił się na ziemię i zaoferował swoje długie włosy jako kobierzec. Dīpankara widząc oddanie bodhisattwy, przepowiedział jego oświecenie.
Sam Dīpankara opisywany jest jako człowiek, który zanim osiągnął oświecenie, zbudował miasto znacznie przewyższające znaczeniem inne. Ukończywszy swoje dzieło, poddał się w nim życiowym przyjemnościom, po czym w wyniku przemiany spalił je jako moralną nauczkę.

## Kult i artefakty
Zarówno Mahavastu Lokottarāvady, jak i późniejsze „Zapiski z podróży po krajach zachodnich” (autorstwa chińskiego mnicha Xuanzanga), zdają się wskazywać na to, iż centrum kultu Dīpankary były indyjskie rubieże północno-zachodnie. Potwierdzają to licznie odnajdowane w tym regionie artefakty (głównie płaskorzeźby), z których najważniejszym był kolosalny posąg Dīpankary z Bamian w Afganistanie (jeden z posągów buddów z Bamian). Jego rozmiar znacznie przewyższał towarzyszące mu wyobrażenie Siakjamuniego (obydwa wysadzone przez Talibów w 2001). 
Liczne przedstawienia Dīpankary łączące go ze światłem i płomieniami skłaniają do przypuszczeń, iż jego imię (Budda Latarnik) może mieć związek ze staroirańskim kultem ognia. W tradycji chińskiej oddawano mu cześć w związku z typowym dla tego regionu kultem przodków.